# Condado de Appling
El condado de Appling (en inglés: Appling County), fundado en 1818, es uno de 159 condados del estado estadounidense de Georgia. En el año 2006, el condado tenía una población de 17 860 habitantes y una densidad poblacional de 13 personas por km². La sede del condado es Baxley.

## Geografía
Según la Oficina del Censo, el condado tiene un área total de 1326 km² (512 mi²), de la cual 1317 km² (508,5 mi²) es tierra y 8 km² (3,1 mi²) (0.70%) es agua.

### Condados adyacentes
- Condado de Toombs (norte)
- Condado de Tattnall (noreste)
- Condado de Wayne (sureste)
- Condado de Pierce (sur)
- Condado de Jeff Davis (oeste)
- Condado de Bacon (oeste)

## Demografía
Según el censo de 2000, había 17 419 personas, 6606 hogares y 4855 familias residiendo en la localidad. La densidad de población era de 13 hab./km². Había 7854 viviendas con una densidad media de 6 viviendas/km². El 76.79% de los habitantes eran blancos, el 19.59% afroamericanos, el 0.21% amerindios, el 0.30% asiáticos, el 0.01% isleños del Pacífico, el 2.49% de otras razas y el 0.61% pertenecía a dos o más razas. El 5.55% de la población eran hispanos o latinos de cualquier raza.
Los ingresos medios por hogar en la localidad eran de $30 266, y los ingresos medios por familia eran $34 890. Los hombres tenían unos ingresos medios de $27 753 frente a los $18 148 para las mujeres. La renta per cápita para el condado era de $15 044. Alrededor del 18.60% de la población estaban por debajo del umbral de pobreza.

## Transporte

### Principales carreteras
- U.S. Route 1
- U.S. Route 341
- SR 4
- SR 15
- SR 27

## Localidades
- Baxley
- Graham
- Surrency